# Zanthoxylum piperitum
Cet article concerne Zanthoxylum piperitum (L.) DC., 1824. Pour Zanthoxylum piperitum Benn., 1862, voir Zanthoxylum bungeanum.
Espèce
Zanthoxylum piperitum (parfois improprement dénommé Poivre du Sichuan) est une espèce de plantes à fleurs de la famille des Rutaceae (la famille des agrumes).

## Description
C'est un arbuste à feuillage caduc qui mesure environ 3 mètres de haut et de large.
Ses feuilles pennées présentent généralement 11 à 15 folioles ovales aux bords dentés. La base des feuilles est armée de deux stipules épineux.

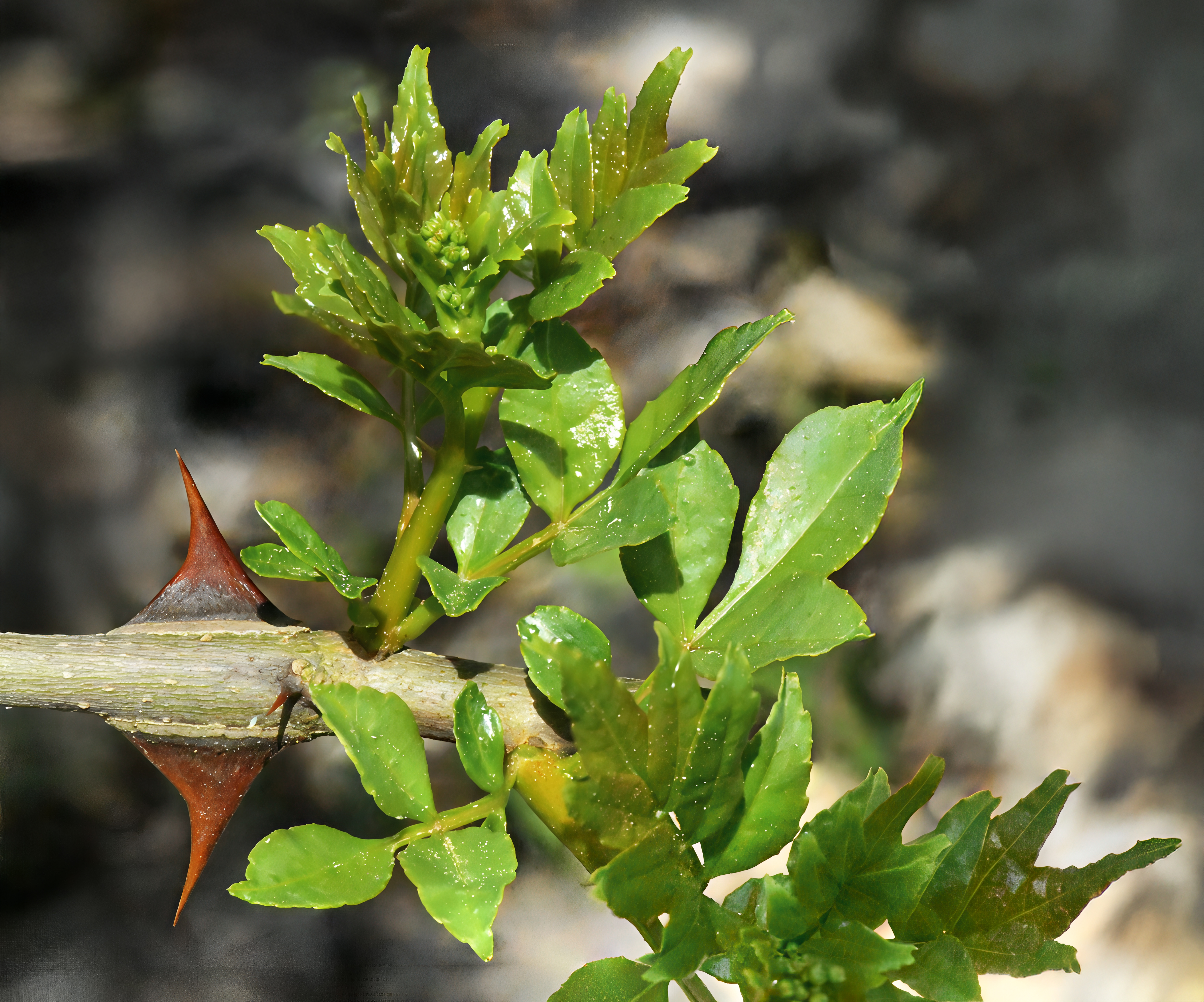
Jeunes pousses et inflorescences immatures
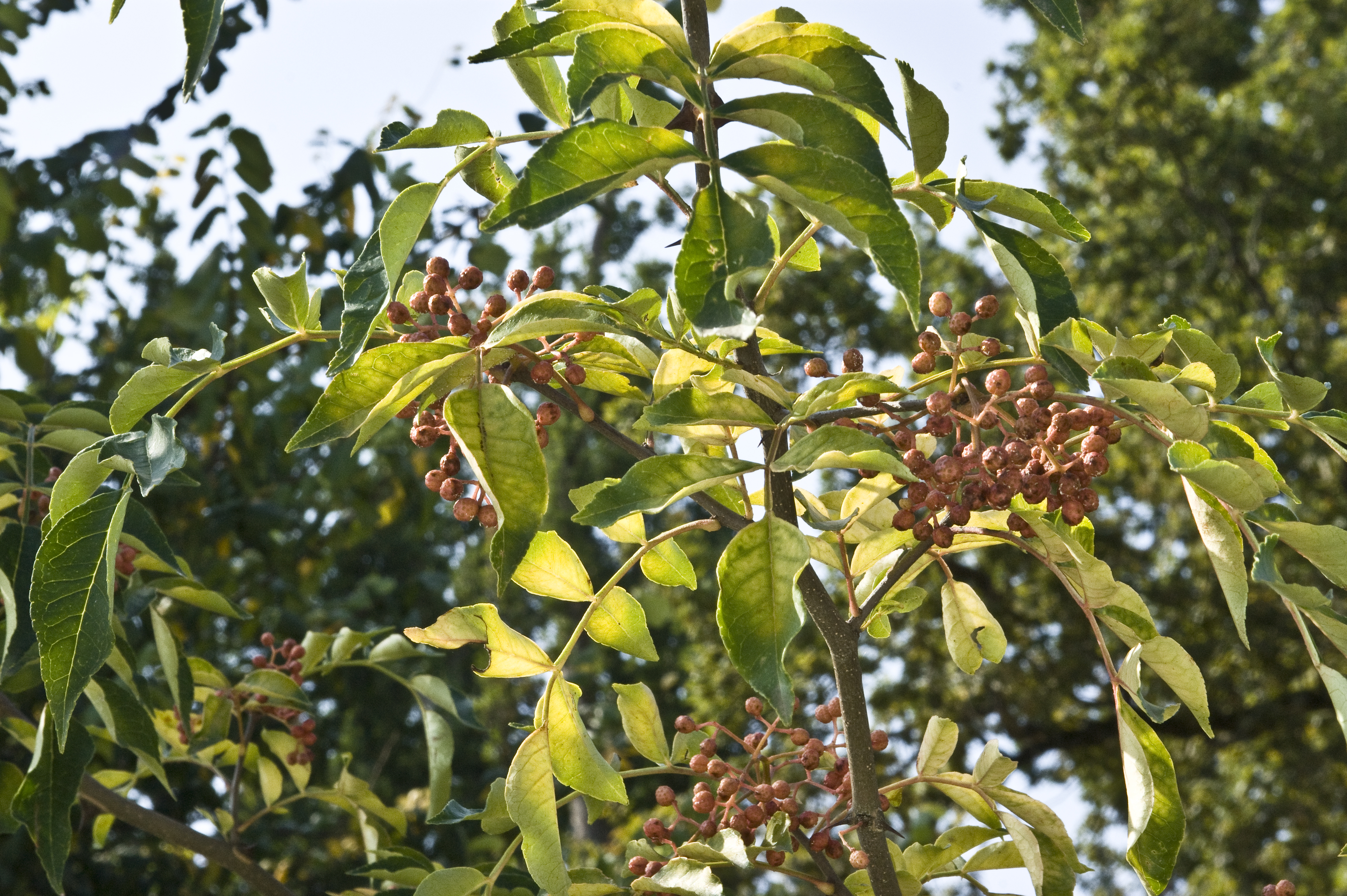
Fruits et feuilles.
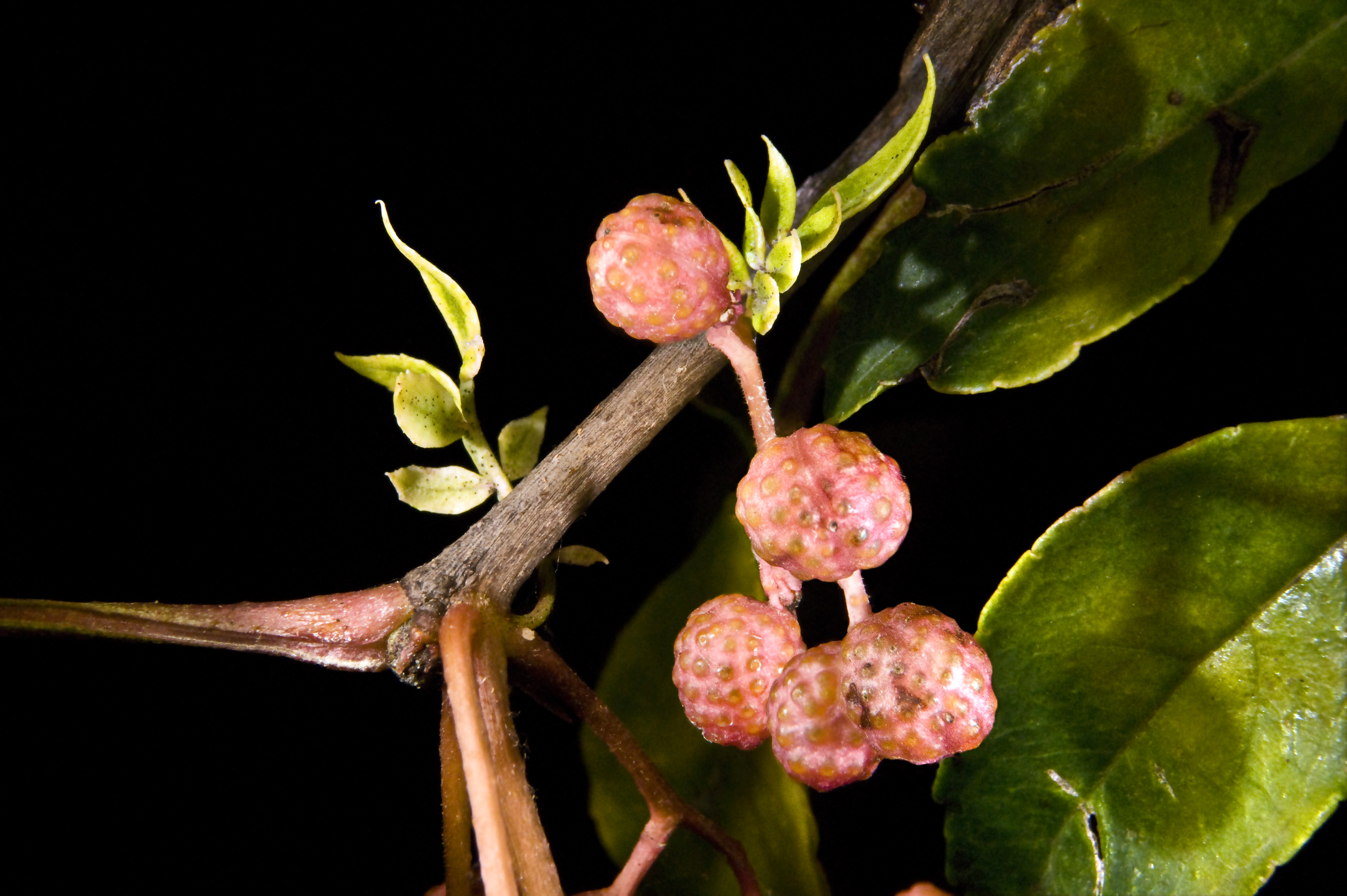
Fruits à maturation.
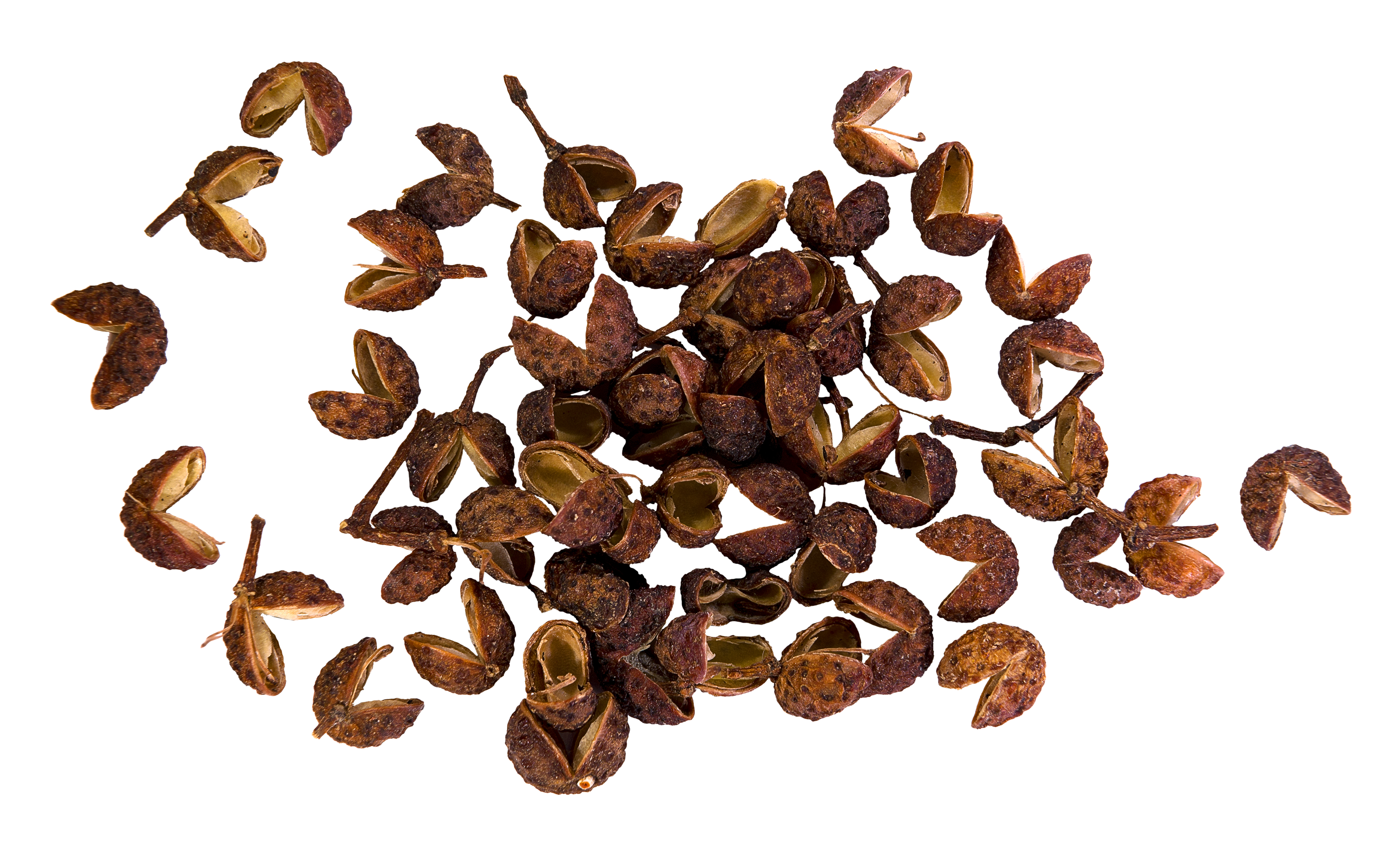
Poivre du Sichuan.

## Systématique
L'espèce a été décrite par le naturaliste suédois Carl von Linné puis reclassée dans le genre Zanthoxylum par le botaniste suisse Augustin Pyrame de Candolle en 1824.
Sur The Plant List (23-03-2012), le nom de Zanthoxylum piperitum Benn. est considéré comme illégitime et mis en synonymie avec Zanthoxylum bungeanum Maxim ; mais il s'agit d'un homonyme qui ne doit pas être confondu avec Z. piperitum DC. qui bénéficie de l'antériorité.
Noter qu'aucune clé d'identification dichotomique de Z. piperitum (que ce soit Benn. ou D.C.) n'est disponible en ligne. Alors que Z. bungeanum Maxim. est identifié dans Flora of China
Peut-être en raison de cette homonymie, Z. piperitum est fréquemment confondu avec le poivre du Sichuan (qui désigne Z. simulans et Z. bungeanum) 

### Noms vernaculaires
Le poivre sanshō (山椒, sanshō) est une épice asiatique utilisée principalement au Japon et à Taïwan.

## Zanthoxylum piperitumet l'homme

### Alimentation, saveur
Zanthoxylum piperitum a une saveur unique qui produit à la fois une sensation d'irritation dans la bouche (pseudo-chaleur) comme le piment, mais aussi de picotement (ou frisson), il est aussi légèrement anesthésiant et a un goût citronné en fin de bouche, dû à la présence de sanshools (principalement alpha sanshool et alpha hydroxy sanshool),.

### Culture
La plante est un buisson épineux qu'il est conseillé de former sur tige afin de faciliter la récolte, et dans un endroit inaccessible aux enfants, en effet elle est couverte d'épines nombreuses et acérées qui ressemblent à celles des rosiers. Sa rusticité USDA est 6 à 10. On trouve également des variétés inermes (sans épine) ou au feuillage pourpre.

### Gastronomie
Malgré son nom, cette épice ne fait pas partie de la famille du poivre, mais de celle des Rutacées (agrumes).
Au Japon, les feuilles séchées et broyées de Zanthoxylum piperitum sont utilisées pour les plats à base de nouilles et les soupes légèrement piquantes. Les feuilles entières et fraîches (木の芽, kinome, littéralement « pousses de bois ») sont utilisées pour accompagner les légumes comme les pousses de bambous, ainsi que pour décorer les soupes. On utilise ainsi les jeunes pousses, mais les bourgeons floraux, les fleurs et les fruits sont aussi utilisés.
Il entre aussi dans la composition du shichimi tōgarashi, un condiment japonais.
Dans la cuisine coréenne, deux espèces sont utilisées : Z. piperitum et Z. schinifolium.